# Olga Buzowa
Olga Igoriewna Buzowa (ros. Ольга Игоревна Бузова; ur. 20 stycznia 1986 w Leningradzie) – rosyjska piosenkarka, pisarka i osobowość medialna.

## Kariera
W 2004 została uczestniczką programu stacji TNT typu reality show Dom-2 (ros. Дом-2), w którym występowała przez kolejne cztery lata. W międzyczasie wraz z Romanem Tratiakowym prowadziła talk-show Roman s Buzowoj oraz napisała książki Roman s Buzowoj. Isotrija samoj krasiwoj lubwi (2006) i Roman s Buzowoj. Lubow online (2007). W grudniu 2008 została prowadzącą Dom-2 oraz objęła stanowisko redaktor naczelnej magazynu „Mir reality-show. Dom-2”. Napisała kolejne dwie książki, Dieło w szpilkie. Sowiety stilnoj blondynki (2007) i Cena sczastia (2016).
W 2011 wydała debiutancki singiel „Nie zabywaj” (ros. Не забывай), który nagrała z T-killahem. Po pięcioletniej przerwie w działalności muzycznej, w 2016 zaprezentowała dwie piosenki promocyjne, „Jesli...” (ros. Если…, z Klawą Cocą) i „Pod zwuki pocełujew” (ros. Под звуки поцелуев), będący pierwszym i tytułowym singlem z jej debiutanckiego albumu studyjnego, który wydała 6 października 2017. Rok później premierę miała jej druga płyta pt. Prinimaj menia (ros. Принимай меня).
W kwietniu 2018 uruchomiła własną kryptowalutę BuzCoin.

## Życie prywatne
Od 26 czerwca 2012 do 30 grudnia 2016 była żoną piłkarza Dmitrija Tarasowa. Od sierpnia 2019 jest w związku z Dawidem Manukianem, raperem występującym pod pseudonimem DAVA.